# Coeficiente de resistencia aerodinámica cero
En aerodinámica, el coeficiente de resistencia aerodinámica cero {\displaystyle C_{D,0}} es un parámetro adimensional que relaciona la fuerza de arrastre de una aeronave de sustentación cero de una aeronave con su tamaño, velocidad y altitud de vuelo.
Matemáticamente, el coeficiente de resistencia aerodinámica cero se define como {\displaystyle C_{D,0}=C_{D}-C_{D,i}}, donde {\displaystyle C_{D}} es el coeficiente de resistencia aerodinámica total para una potencia, velocidad y altitud dadas, y {\displaystyle C_{D,i}} es el coeficiente de resistencia inducida en las mismas condiciones. Por lo tanto, el coeficiente de resistencia aerodinámica de sustentación cero refleja la  resistencia parásita, lo que lo hace muy útil para entender cuán "limpia" o aerodinámica es una aeronave. Por ejemplo, un Sopwith Camel biplano de la Primera Guerra Mundial que tenía muchos cables y puntales de refuerzo, así como un tren de aterrizaje fijo, tenía un coeficiente de resistencia aerodinámica de elevación cero de aproximadamente 0,0378.  Compárese un valor de {\displaystyle C_{D,0}} de 0,0161 para el P-51 Mustang aerodinámico de la Segunda Guerra Mundial que se compara muy favorablemente incluso con los mejores aviones modernos.
La resistencia a la sustentación cero se puede conceptualizar más fácilmente como el área de resistencia ({\displaystyle f}), que es simplemente el producto del coeficiente de resistencia a la sustentación cero y el área del ala de la aeronave ({\displaystyle C_{D,0}\times S} where {\displaystyle S}) es el área del ala. La resistencia parásita que experimenta una aeronave con un área de arrastre determinada es aproximadamente igual a la resistencia de un disco cuadrado plano con la misma área que se mantiene perpendicular a la dirección de vuelo. El Sopwith Camel tiene un área de resistencia de 8,73 ft² (0,8 m²), en comparación con 3,8 ft² (0,4 m²) para el P-51 Mustang. Ambos aviones tienen un área de ala similar, lo que refleja una vez más la superioridad aerodinámica del Mustang a pesar de su mayor tamaño. En otra comparación con el Camel, un avión muy grande pero aerodinámico como el Lockheed Constellation tiene un coeficiente de resistencia aerodinámica cero considerablemente menor (0,0211 frente a 0,0378) a pesar de tener un área de resistencia mucho mayor.
Además, la velocidad máxima de un avión es proporcional a la raíz cúbica de la relación entre la potencia y el área de arrastre, es decir:
{\displaystyle V_{max}\ \propto \ {\sqrt[{3}]{potencia/f}}}.

## Estimación de la resistencia al avance cero[1]
Como se ha señalado anteriormente, {\displaystyle C_{D,0}=C_{D}-C_{D,i}}.
El coeficiente de resistencia total se puede estimar como:
{\displaystyle C_{D}={\frac {550\eta P}{{\frac {1}{2}}\rho _{0}[\sigma S(1.47V)^{3}]}}},
donde {\displaystyle \eta } es la eficiencia de propulsión, P es la potencia del motor en caballos, {\displaystyle \rho _{0}} la densidad del aire a nivel del mar en slugs/pie cúbico, {\displaystyle \sigma } es la relación de densidad atmosférica para una altitud distinta a la del nivel del mar, S es el área del ala del avión en pies cuadrados, y V es la velocidad del avión en millas por hora. Sustituyendo 0,002378 por {\displaystyle \rho _{0}}, la ecuación se simplifica a:
{\displaystyle C_{D}=1.456\times 10^{5}({\frac {\eta P}{\sigma SV^{3}}})}.
El coeficiente de arrastre inducido puede estimarse como
{\displaystyle C_{D,i}={\frac {C_{L}^{2}}{\pi A\!\!{\text{R}}\epsilon }}},
donde {\displaystyle C_{L}} es el coeficiente de sustentación, AR es la relación de aspecto, y {\displaystyle \epsilon } es el factor de eficiencia de la aeronave.
Sustituyendo por {\displaystyle C_{L}} se obtiene:
{\displaystyle C_{D,i}={\frac {4.822\times 10^{4}}{A\!\!{\text{R}}\epsilon \sigma ^{2}V^{4}}}(W/S)^{2}},
donde W/S es la carga alar en lb/pie2.